# Sonja Stjernquist
Sonja Ester Stjernquist, född 23 mars 1931 i Farstorps socken, Kristianstads län, död 16 augusti 2002 i Hästveda, var en svensk operettsångerska (sopran) och skådespelare.

## Biografi
Vid 11 års ålder sjöng Sonja Stjernquist på Barnens dag i Malmö, fyra år senare gjorde hon skådespelardebut på Hippodromteatern. Hon filmdebuterade i Ragnar Frisks film Trav, hopp och kärlek 1945. 
Sitt stora genombrott fick hon när hon spelade titelrollen i Lilla Helgonet på Oscarsteatern i Stockholm 1955. Flera stora operetter följde bl.a. huvudroller i Sköna Helena, Hello Dolly och Vita Hästen. Hon turnerade i folkparkerna, ofta med Lasse Lönndahl som scenpartner, spelade med Riksteatern, medverkade i revyer i Helsingborg och Malmö. 
Sitt sista stora framträdande gjorde hon 1997 då hon medverkade i operetten Csardasfurstinnan på Nöjesteatern i Malmö. Hon tilldelades Hässleholms kulturpris 2001 efter 55 år som sångerska och musikalartist.

## Filmografi (urval)
- 1945 – Trav, hopp och kärlek
- 1951 – Det var en gång en sjöman
- 1953 – Det var dans bort i vägen
- 1954 – Förtrollad vandring
- 1955 – Flicka i kasern
- 1995 – Mördare utan ansikte (TV-serie)

## Teater

### Roller (ej komplett)
| År   | Roll                 | Produktion                                                                    | Regi             | Teater            |
| ---- | -------------------- | ----------------------------------------------------------------------------- | ---------------- | ----------------- |
| 1950 | Rose Marie La Flamme | Rose Marie Rudolf Friml, Herbert Stothart, Otto Harbach och Oscar Hammerstein | Sven Aage Larsen | Oscarsteatern     |
| 1951 | Molly                | Blåjackor Lajos Lajtai och Lauri Wylie                                        | Sven Aage Larsen | Oscarsteatern     |
| 1953 | Medverkande          | Vår lilla värld, revy Arvid Müller och Børge Müller                           | Stig Lommer      | Folkan            |
| 1953 | Medverkande          | Grattis, grattis, revy                                                        | Egon Larsson     | Folkan            |
| 1953 | Winnie Tate          | Annie get your gun Irving Berlin, Dorothy Fields och Herbert Fields           | Sven Aage Larsen | Oscarsteatern     |
| 1954 | Stasi/Sylva Varescu  | Csardasfurstinnan Emmerich Kálmán, Leo Stein och Béla Jenbach                 | Egon Larsson     | Oscarsteatern     |
| 1954 | Valencienne          | Glada änkan Franz Lehár, Victor Léon och Leo Stein                            | Lars Egge        | Oscarsteatern     |
| 1955 | Denise de Flavigny   | Lilla helgonet Hervé, Henri Meilhac och Albert Millaud                        | Ivo Cramér       | Oscarsteatern     |
| 1957 | Fedora Palinska      | Cirkusprinsessan Emmerich Kálmán, Julius Brammer och Alfred Grünwald          | Egon Larsson     | Oscarsteatern     |
| 1957 | Nanette              | No, No, Nanette Vincent Youmans, Otto Harbach, Frank Mandel och Irving Caesar | Egon Larsson     | Oscarsteatern     |
| 1961 | Josepha              | Vita hästen Hans Müller och Ralph Benatzky                                    | Egon Larsson     | Oscarsteatern     |
| 1965 | Irene Molloy         | Hello, Dolly! Michael Stewart och Jerry Herman                                | Folke Abenius    | Malmö stadsteater |